# Crêpepapier

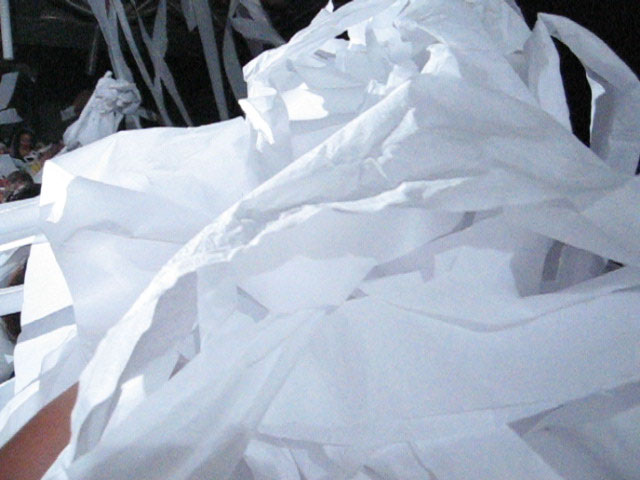
Crêpepapier

Crêpepapier is bijzonder dun papier.
Crêpepapier is zo dun dat het bijna doorzichtig is. Crêpepapier wordt voornamelijk gebruikt om er versieringen van te maken. Dit gebruik is zeer divers, van (onderdelen van) slingers tot feestkleding. Vanwege dit "feestgebruik" is het papier in veel kleuren verkrijgbaar.
Crêpepapier heeft als eigenschap dat de niet watervaste kleurstoffen gemakkelijk uit het papier lopen als het nat wordt. Het is ook bijzonder brandbaar.

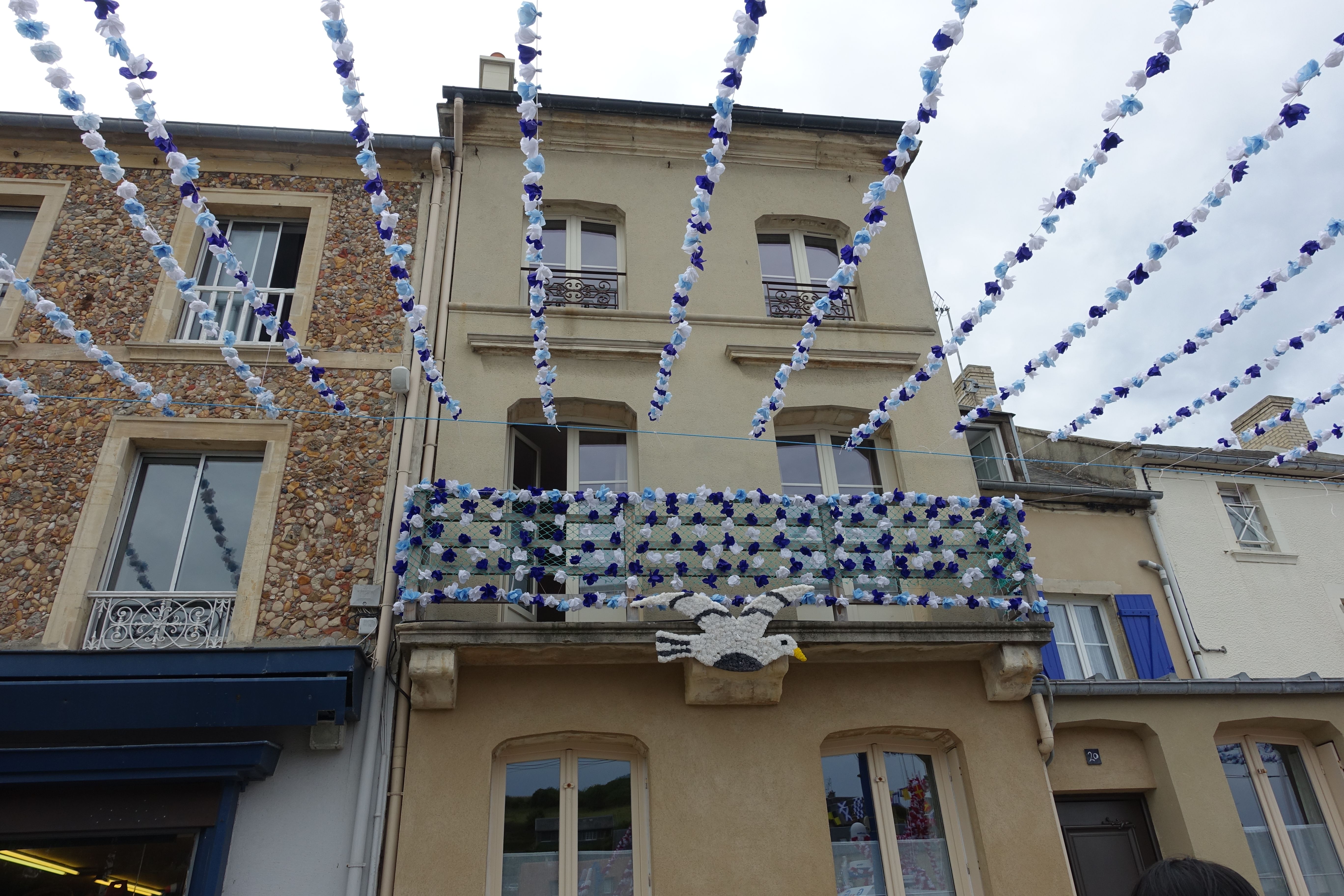
Straatversiering met crêpepapier in Normandië

Aan de Belgische kust maken strandgangers en kustbewoners in de zomermaanden kleurrijke strandbloemen van crêpepapier die door kinderen als strandactiviteit worden 'verkocht'. De prijs is doorgaans een aantal schelpen.